# 岩坂村
岩坂村（いわさかむら）は、島根県八束郡にあった村。現在の松江市八雲町東岩坂、八雲町西岩坂、八雲町日吉にあたる。

## 地理
- 河川：桑並川[1]

## 歴史
- 1889年（明治22年）4月1日、町村制の施行により、意宇郡東岩坂村、西岩坂村、日吉村が合併して村制施行し、岩坂村が発足[1][2]。
- 1896年（明治29年）4月1日、郡の統合により八束郡に所属[2]。
- 1951年（昭和26年）4月1日、八束郡熊野村、大庭村（一部、大字平原）と合併し、八雲村を新設して廃止[1][2]。

## 産業
- 和紙、木炭、ミツマタ、麦[1]。